# José Tolentino de Mendonça
José Tolentino Calaça de Mendonça, född 15 december 1965 på Madeira, är en portugisisk kardinal i Romersk-katolska kyrkan. 
De Mendonça tillbringade barndomen i Portugisiska Västafrika där hans far var fiskare. Efter att Angola blivit självständigt återvände familjen till Madeira när Mendonça var tio år gammal.
De Mendonça prästvigdes 1990. Han har haft en akdemisk karriär vid Universidade Católica Portuguesa där han bland annat var dekan för teologiska fakulteten 2018. Mellan 2018 och 2022 var han bibliotekarie och arkivarie vid Vatikanstatens bibliotek. Påve Franciskus upphöjde de Mendonça till kardinal 2019.
De Mendonça är även poet.